# HMAC

HMAC-SHA1の生成

HMAC (Hash-based Message Authentication Code または keyed-Hash Message Authentication Code) とは、メッセージ認証符号 (MAC; Message Authentication Code) の一つであり、秘密鍵とメッセージ（データ）とハッシュ関数をもとに計算される。
1997年2月、IBMのKrawczykらにより提唱され、RFC 2104として公開されている。また、FIPS PUB 198にも採用されている。

## 概要
MACは認証及び改竄検出技術の核となるアルゴリズムである。HMACアルゴリズムは、MAC値（タグ）の算出に暗号学的ハッシュ関数を用いる。ハッシュ関数としては、SHA-2やSHA-3など任意の繰返し型ハッシュ関数を適用可能であり、ハッシュ関数Xを用いるHMACは、HMAC-Xと呼ばれる。例えば、SHA256を用いた場合にはHMAC-SHA256となる。
HMACのMAC値（タグ）の長さは、利用されるハッシュ関数の出力長と等しい。例えばHMAC-SHA256であればタグは256ビットである。
他のMACと同様に、HMACは暗号化機能は持たない。タグはメッセージ（あるいは暗号化したメッセージでもよい）と共に送信される。秘密鍵を共有している受信者は、受け取ったメッセージと秘密鍵からHMACアルゴリズムを用いてMAC値を再計算し、送られてきたタグと等しいかどうかをチェックすることで、受け取ったメッセージが同じ鍵を共有している者から送られてきたことを確認できる。

## 定義
HMACは次のように定義される：
{\displaystyle {\mathit {HMAC}}_{K}(m)=h\left((K\oplus opad)\;||\;h((K\oplus ipad)\;||\;m)\right).}
ここで、 {\displaystyle h} は繰返し型ハッシュ関数、{\displaystyle K} は秘密鍵、{\displaystyle m} は認証対象のメッセージ、{\displaystyle ipad} と {\displaystyle opad} は定数パディング（具体的には16進数で {\displaystyle ipad={\textrm {0x363636...3636}},opad={\textrm {0x5c5c5c...5c5c}}}）、"{\displaystyle ||}"はビット列の連結、"{\displaystyle \oplus }"は排他的論理和を表す。繰り返し型ハッシュ関数は、任意長の入力を固定長のブロックに分割してから、ブロック毎に圧縮関数で処理することでハッシュ値を求める。例えば、SHA-256では1ブロックは512ビットである。HMACでは、{\displaystyle (K\oplus opad)} と {\displaystyle (K\oplus ipad)} がちょうど1ブロックとなるように、秘密鍵と定数パディングの長さが調整される。もし秘密鍵 {\displaystyle K} が1ブロックより短い場合は、 {\displaystyle K} を先頭に寄せて末尾に0x00を必要なだけ追加してブロック長にする。また、定数パディングはちょうど1ブロックになるように0x5cあるいは0x36を繰り返す。例えば、ハッシュ関数のブロック長が 512ビット（64オクテット）ならば、ipad と opad は、それぞれ64オクテットの 0x36 や 0x5c の連続である。